# Edith Wilson (énekesnő)

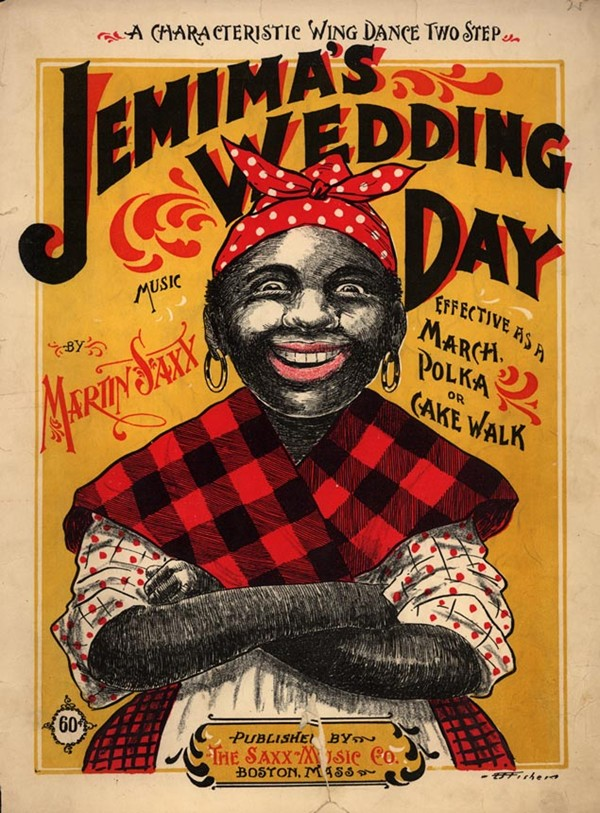
Saxx Music Co., Aunt Jemima, 1899.

Edith Wilson, (Louisville, 1896. szeptember 2. – Chicago, 1981. március 30. vagy 1981. március 31.) amerikai bluesénekesnő, vaudeville előadó.
Edith Wilson amerikai bluesénekesnő, varietéelőadó és színésznő volt a Kentucky állambeli Louisville-ből. Az 1920-as években a klasszikus női blues stílusában lépett fel, készített lemezeket, varieté- és színpadi produkciókban dolgozott. Először Louisville-ben, később pedig az Egyesült Államokban és külföldön is. Az 1930-as évektől rádiójátékokban és a televízióban szerepelt, 1948 és 1966 között az Aunt Jemima („Jemima néni”) márkát képviselte fellépésein a televízióban is. Egészen 1980-ig aktív volt. Születési dátumából tíz évet szeret letagadni.

## Pályafutása
Első színpadi tapasztalatait 1919-ben szerezte a louisville-i Park Színházban. Az énekesnő testvérei, Lena Wilson és Danny Wilson ugyanott lépett fel.
A zongorista Danny Wilson a Dél-Karolina-i Charlestonban található konzervatóriumban tanult. Arra biztatta Lenát és Edith-et, hogy ne csak bluest, hanem más dalformákat is énekeljenek. A trió 1920–1921-ben együtt lépett fel a keleti parton. New Yorkban Edith Wilson leszerződött a Columbia Recordshoz. 1921-ben felvették Johnny Dunn Jazz Hounds nevű zenekarába. 1921-ben és 1922-ben 17 dalt vett fel Dunn-nal. 1924-ben New Yorkban Fletcher Hendersonnal dolgozott, ahol Coleman Hawkinsszal kellett volna énekelnie, de Hawkins nem volt hajlandó vele fellépni, mert több pénzt akart.
1925-ig Edith Wilson a Columbia népszerű előadója maradt.
Wilson jóval kevesebbet keresett, mint az 1920-as évek más női blues sztárjai, például Bessie Smith.
Miután 1925-ben elhagyta a Columbiát. 1929-ben egy lemezt vett fel a Brunswick Recordsnál, és 1930-ban néhány dalt a Victor Talking Machine Companynál.
Évekig a New York-i szórakoztatóiparban dolgozott. Éjszakai klubokban és színházban énekelt, például Florence Millsszel a harlemi Lew Leslie Plantation Review-ban. Többször is megfordult Angliában, ahol Millsszel együtt nagy sikert aratott az 1926-os, hosszú ideje futó Blackbirds revüben. Énekelt a The Hot Chocolates revüben. Louis Armstrong és Fats Waller oldalán lépett fel, továbbá fellépett Bill Robinsonnal, Duke Ellingtonnal, Alberta Hunterrel, Cab Calloway-jel és Noble Sissle-lel.
Wilson sokat dolgozott színésznőként is. Feltűnt rádióban a rádióban, televízióban pedig a „To Have and Have Not” (1944) című filmben.
A második világháború alatt az Egyesült Szolgáltatási Szervezetek (USO) szervezetével is fellépett amerikai katonai bázisokon. Találkozott Millard Wilsonnal, akinek a vezetékneve véletlen folytán megegyezett az övevel. 1947-ben összeházasodtak.
1948-ban Jemima néni reklámarca lett. Ő volt az első Jemima néni, aki televíziós reklámokban szerepelt.
Wilson 1964-ben szimbolikusan megkapta a michigani Albion város kulcsát. Ebben az időszakban az NAACP és más polgárjogi szervezetek az afroamerikai élet rasszista ábrázolásai ellen kampányoltak. Bár a korai reklámokban Jemima néniként való megjelenését megalázónak minősítették, ő büszke volt arra, ami a karakterébe hozott méltóság az aurája része volt. 1965-ben vége lett Jemima néni szerepeltetésének, és 1966-ban szerződést bontottak.
1963-ban Wilson a Negro Actors Guild titkára lett, és az 1970-es évekig részt vett a National Association of Negro Musicians munkájában. Wilson 1973-ban tért vissza, hogy Eubie Blake-kel, Little Brother Montgomery-vel és Terry Waldo-val szerepeljen. Utolsó élő fellépése az 1980-as Newport Jazz Festivalon volt. Wilson 1981. március 31-én halt meg Chicagóban.
2020-ban Edith Wilson emlékére sírkövet helyeztek el a Mt. Glenwood temetőben, Thorntonban, Illinois államban.

## Lemezek
- American Historical Recordings
- Johnny Dunn & Edith Wilson: Vol. 1 1921-1922
- Lena Wilson & Edith Wilson: Complete Recorded Works in Chronological Order, Volume 2 (1924-31)

## Fordítás
- Ez a szócikk részben vagy egészben  az   Edith Wilson (singer) című angol Wikipédia-szócikk ezen változatának fordításán alapul.  Az eredeti cikk szerkesztőit annak laptörténete sorolja fel. Ez a jelzés csupán a megfogalmazás eredetét és a szerzői jogokat jelzi, nem szolgál a cikkben szereplő információk forrásmegjelöléseként.